# San Cassiano
San Cassiano község Olaszország Puglia régiójában, Lecce megyében.

## Fekvése
A Salentói-félsziget déli részén fekszik, Otrantótól délnyugatra.

## Története
A település első írásos említése 1033-ból származik, amikor az elpusztított közeli Muro Leccese lakosai erre a vidékre menekültek.

## Népessége
A népesség számának alakulása:

## Főbb látnivalói
- Madonna della Consolazione-templom - a 12. században épült.
- Palazzo Baronale - 17. századi erődített, vár-jellegű nemesi palota.
- San Leonardo-templom - az 1600-as években épült.
- Maria SS. Assunta-templom - 17. századi barokk építmény.